# Gnophos dioszeghyi
Gnophos dioszeghyi är en fjärilsart som beskrevs av Kovács 1954. Gnophos dioszeghyi ingår i släktet Gnophos, och familjen mätare. Inga underarter finns listade i Catalogue of Life.